# Saint-Bonaventure
Saint-Bonaventure è un comune del Canada, situato nella provincia del Québec, nella regione di Centre-du-Québec.